# Gladiatorernes indtog
Gladiatorernes indtog (tjekkisk: Vjezd gladiátorů, tysk: Einzug der Gladiatoren) er en militær march komponeret af den tjekkiske komponist Julius Fučík. Marchens oprindelige titel var Grande Marche Chromatique der afspejlede brugen af den kromatiske skala gennem hele stykket. Fučík ændrede dog titelen til at afspejle sin personlige interesse i Romerriget.
I 1910 arrangerede den canadiske komponist Louis-Phillipe Laurendeau Gladiatorernes indtog for et mindre orkester med titelen Thunder and Blazes, og solgte denne udgave i Nordamerika. Det var i denne periode at den oprindelige march opnåede varig popularitet som såkaldt screamermarch for cirkuser, ofte benyttet til at introducere klovne. I dag er marchen hovedsagelig kendt for denne associering, selvom titel og komponist virker relativ obskur. Laurendeaus udgave blev også transskriberet for lirekasse.